# Calgary-Mackay-Nose Hill
Circonscription électorale provinciale du Canada
Calgary-Mackay-Nose Hill est une circonscription électorale provinciale de l'Alberta (Canada), située dans le nord de Calgary. Son député actuel est la néo-démocrate Karen McPherson.

## Liste des députés
| Années | Années         | Député          | Parti politique           |
| ------ | -------------- | --------------- | ------------------------- |
|        | 2012 - 2015    | Neil Brown      | Progressiste-conservateur |
|        | 2015 - présent | Karen McPherson | Néo-démocrate             |